# Acquedotto dell'acqua Asiana

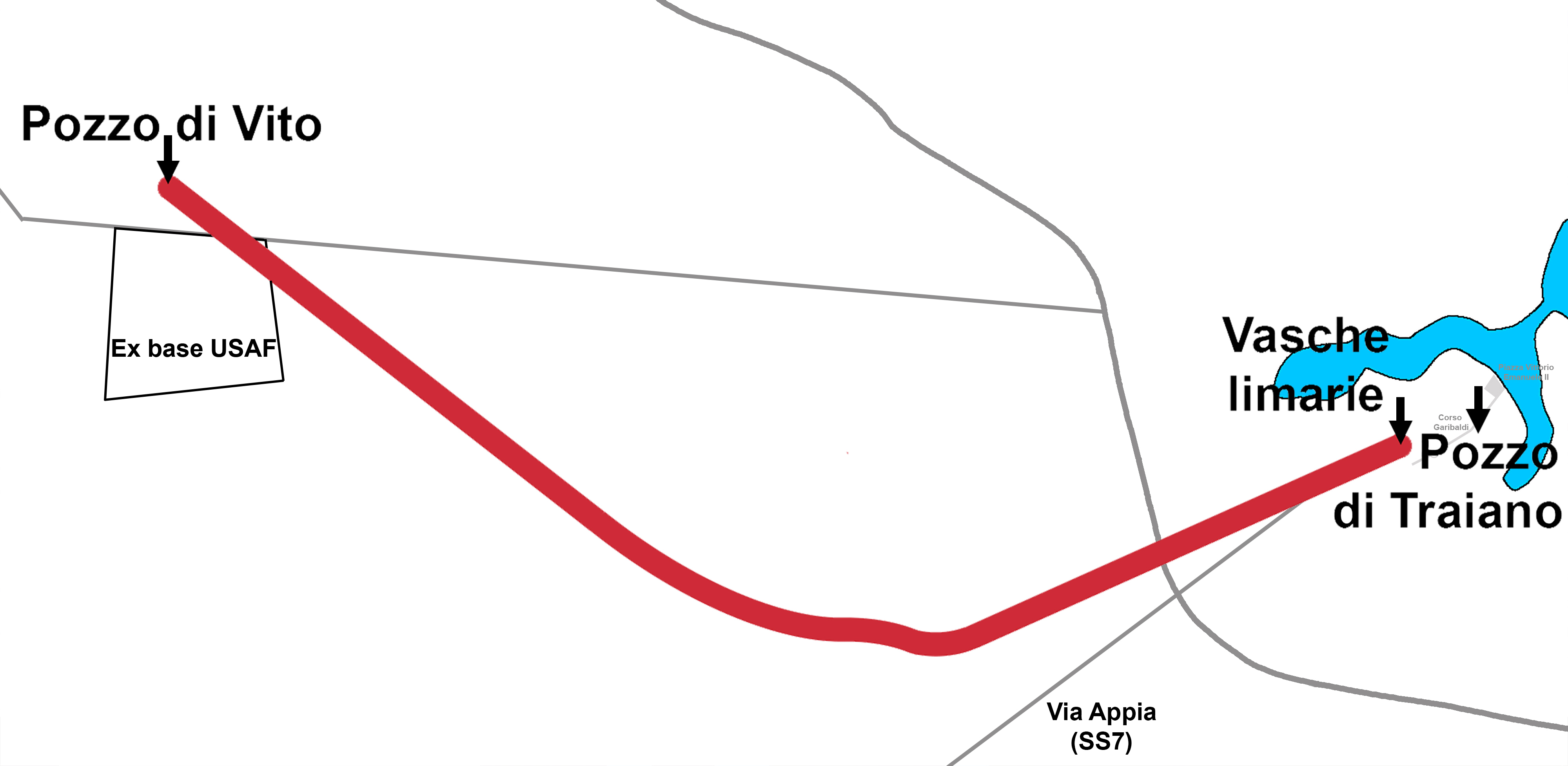
Mappa dell'acquedotto

L'acquedotto dell’acqua Asiana (o dei Patrici) era un’ingegnosa opera idraulica costruita sotto l’Impero Romano per alimentare Brindisi. Scorreva da Pozzo di Vito per 12 km fino alle vasche limarie, dove avveniva la decantazione, e da qui si distribuiva nelle fontane della città. Rimane incerta la datazione dell’opera e sono diversi i pareri degli studiosi. Il Camassa farebbe risalire il Pozzo di Vito all’età dell’imperatore Claudio perché l’opera reticolata si adatterebbe a tale periodo, ma il prof. Marangio rimanda la datazione attorno al II secolo d.C., considerando che la romanità di Brindisi ha avuto un processo lento, invece il prof. Carito aggiunge che l’acquedotto, date le sue denominazioni, venne restaurato in età costantiniana.

## Pozzo di Vito

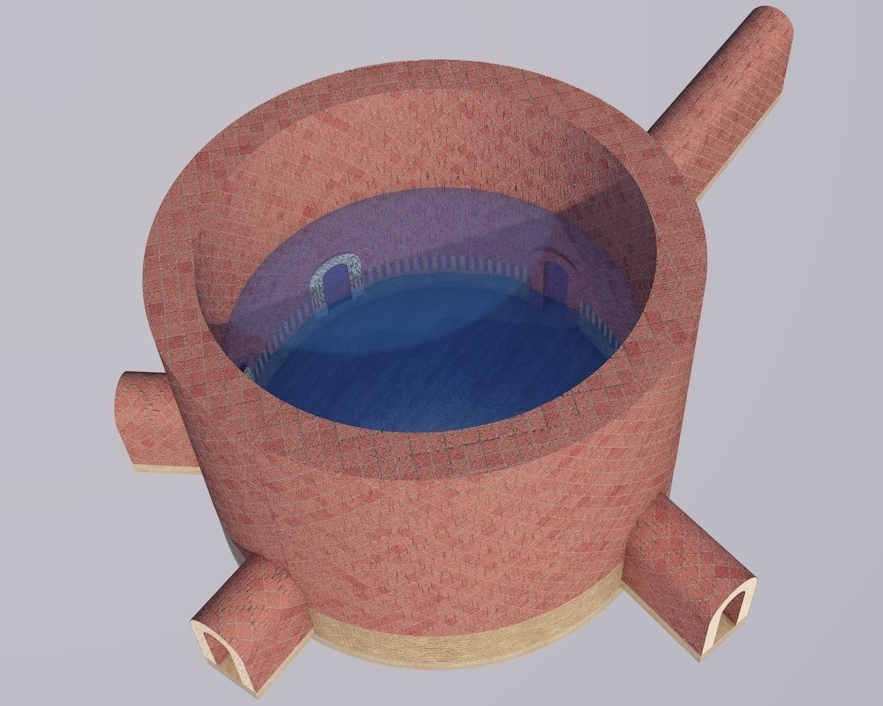
Ricostruzione del Pozzo di Vito

Il Pozzo di Vito è il grande bacino di raccolta delle acque di falda che alimentava l’acquedotto romano di Brindisi. Fu scoperto nel 1864 durante la valutazione dei campi della Terra d'Otranto allo scopo di costruire pozzi artesiani per le irrigazioni, incarico affidato all’idrologo francese Aristide Mauget. Secondo la tradizione popolare, il toponimo del luogo risalirebbe alla caduta accidentale nel pozzo di un certo Vito col suo cavallo e tutto il calesse, mai più ritrovati. Situato a ridosso del canale Apani, nei pressi dell’ex base USAF a circa 9 km a ovest del centro abitato, verso San Vito dei Normanni, a 35 m s.l.m. (invece Brindisi è a 15 m s.l.m.). Consiste in un’ampia vasca scoperta di forma circolare, del diametro di 7,5 m e profonda poco più di 6 m, che attualmente versa in pessime condizioni, piena di acqua stagnante e soffocata da vegetazione spontanea a danno delle pareti. Nella vasca confluivano, attraverso quattro cunicoli sotterranei, le acque dei pozzi scavati nelle vicinanze. La muratura della vasca, avente uno spessore di 80 cm, si presenta in opera quadrata per 1,10 m dalla base, quindi una lista di mattoni da 4 cm la divide dalla parte superiore in opera reticolata. Il livello dell’acqua misurava poco più di 3 m dal fondo, come rilevato anche nel 1888. Le condotte erano larghe 60 cm, coperte da una volta a botte, alte circa 1,5 m e poggiavano su una base di tufo a 30 cm dal fondo della vasca, mentre il canale che portava l’acqua alla città era alto poco più di 2 m e poggiava su arenaria. Fino all’Ottocento erano visibili molti torrini di ispezione e manutenzione della conduttura a circa 100 m l’uno dall’altro, mentre adesso ne rimangono solamente alcuni.

## Vasche limarie
Le vasche limarie erano delle cisterne di decantazione e sedimentazione situate presso l’attuale Porta Mesagne. Vi erano almeno tre vasche, orientate lungo un asse nord-ovest sud-est e coperte da una volta a botte, con una pendenza verso sud, da cui si suppone che la condotta di immissione entrasse nella vasca più a nord, non più esistente.

## Pozzo di Traiano

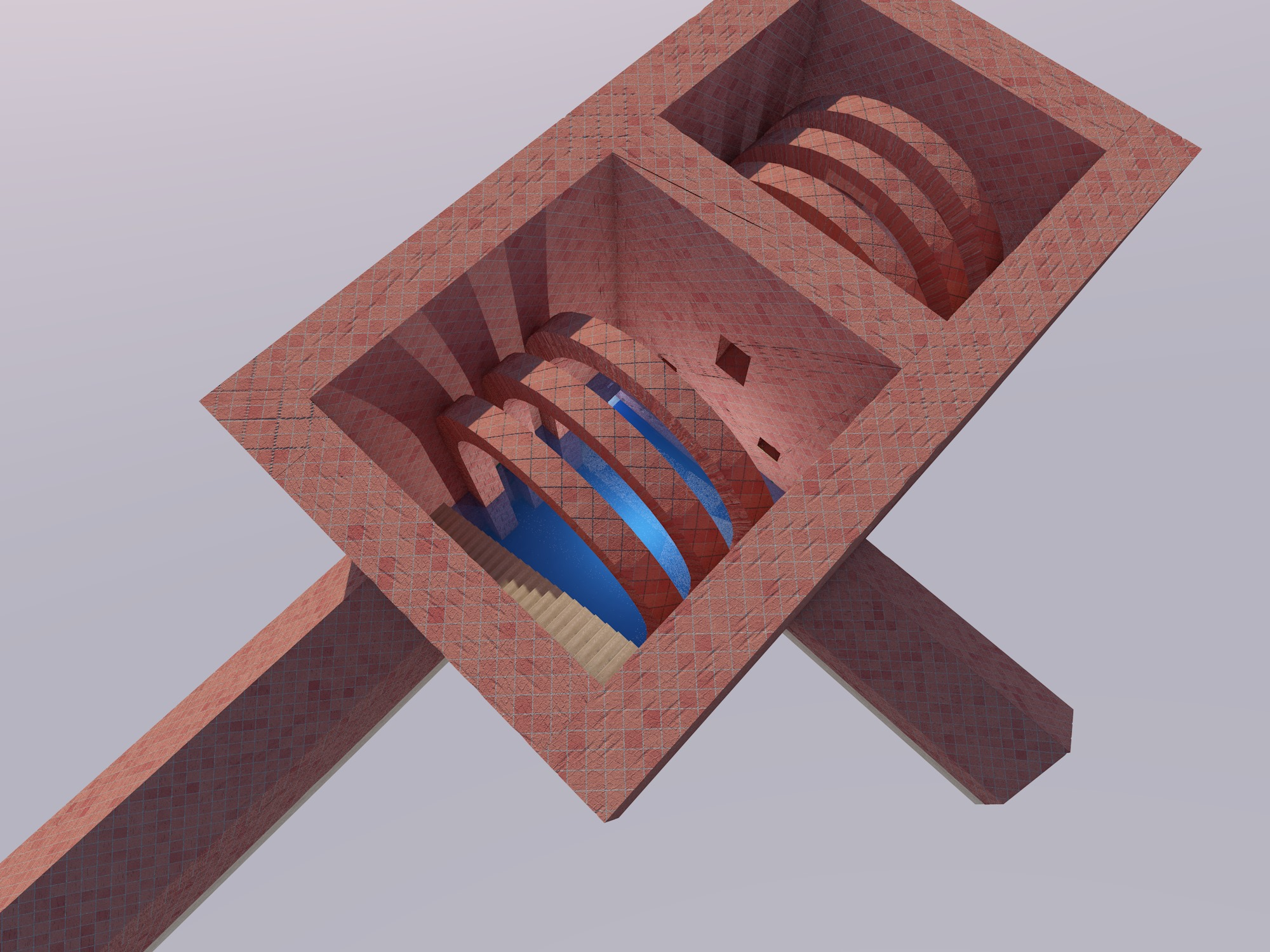
Ricostruzione del Pozzo di Traiano

A circa 2 m sotto la piazzetta in cui si incrociano via Annunziata, via S.Dionisio, vico D’Orimini e via pozzo Traiano, si trova un’antica e grande cisterna adibita a raccolta, purificazione e smistamento di acque potabili, denominata localmente ‘’Pozzo di Traiano’’. Doveva essere alimentato da alcune falde sorgive e, forse, in parte, dall’acquedotto, ma attualmente questa struttura è inagibile dalla fine dell’Ottocento, quando fu coperto da una nuova pavimentazione stradale, in seguito all’intervento di pulizia al suo interno. Ha una lunghezza di 12,20 m, una larghezza di 6,40 m ed è divisa a metà da un muro con quattro aperture di diversa ampiezza e altezza. In una delle due vasche finivano le acque di tre condotti della larghezza di 70 cm e denominati “Sorgente Annunziata”, “Sorgente Romana” e “Sorgente S. Dionisio”, che, seguendo le omonime vie, permettono di ipotizzare l’orientamento del complesso. Sul lato corto della prima vasca c’è una scala per le ispezioni e nella seconda vasca dovevano esserci i condotti di uscita dell’acqua, anche se non riportati da Giuseppe Narvegna nel XIX secolo. Il muro divisorio aveva il compito di far defluire l’acqua in maniera controllata nella seconda vasca attraverso l’apertura larga 130 cm, alta 60 e posizionata a circa 120 cm dal fondo, mentre le altre aperture erano poste più in alto e servivano solo in caso di riempimento eccessivo. Riducendo l’acqua che attraversava i due ambienti si attenuava l’impeto del flusso, permettendo così il deposito delle impurità per decantazione. Sui muri di entrambi gli ambienti si trovano pilastri larghi 60 cm, alti 6 m e distanti 70-80 cm, realizzati in opera quadrata a bugnato, dai quali si innalzano le volte.
Nel 1885 alcuni esperti in condotte attribuirono la costruzione ad epoca medievale (XIII o XIV sec.), ma è sempre stato ritenuto di età imperiale romana, come confermerebbero le caratteristiche costruttive di cisterne simili ritrovate ad Ostia Antica. Resta, però, da motivare l’attribuzione del toponimo all’imperatore Traiano.